# Cahar
I Cahar (mongolo: Цахар; in russo Чахары, Čahary; cinese 察哈尔) sono una tribù mongola che parla il dialetto cahar, una variante del mongolo parlato nella Mongolia Interna, fonologicamente vicino al khalkha. 
Una parte della Mongolia interna, con capoluogo Zhangjiakou, che ora fa parte dello Hebei, per un periodo, nella prima metà del XX secolo, è stata una provincia della Cina e si chiamava provincia Cahar.

## Storia
I cahar si trovavano intorno a Jingzhao (京兆; che cambiò poi il nome in Xi'an) che era un possedimento di Kublai Khan. Si spostarono poi dallo Shaanxi verso il sud-est della Mongolia nel XV secolo. I cahar divennero un tumen sotto Batmônh Dajan khan e furono poi guidati dai suoi successori; divennero quindi personale appannaggio dei khagan.
Oppressi da Altan Khan, i cahar, guidati da Darajsùn Hùdėn khan (Дарайсүн Хүдэн хаан, 1547-1557), si spostarono verso est sul fiume Liao He a metà del XVI secolo. Agli inizi del XVII secolo Ligdėn khan (Лигдэн хаан, 1604–1634) fece una spedizione ad ovest a causa della pressione dei manciù; quando morì nel Gansu, dirigendosi verso il Tibet, suo figlio Ėdžej (Эджей хаaн) si consegnò ai manciù nel 1635.
La famiglia reale cahar mantenne buone relazioni con la famiglia imperiale manciù fino alla morte di una figlia di Huang Taiji che aveva sposato un principe cahar. Quando scoppiò la "Rivolta dei Tre Feudatari" nel 1673, il principe cahar insorse contro la dinastia Qing ma fu presto annientato, di conseguenza i cahar furono riorganizzati sotto le "Otto Bandiere"; essi non facevano parte di una federazione (čuulgan), ma erano sotto il diretto controllo dell'imperatore. Dopo la caduta del khanato dzungar nel 1758, l'autorità Qing risistemò parte di essi dalle zone intorno a Hohhot e Xanadu alla regione del fiume Ili dove si mescolarono con gli zungari e i torgud. 
Quando la Mongolia esterna dichiarò la sua indipendenza dai Qing nel 1911, 100 famiglie, sotto l'ex-vicegovernatore Sumya, fuggirono dalla Zungaria, attraverso il confine della Russia, verso la Mongolia. Furono insediati dai khalkha all'ovest di Kjahta.